# Mychajlo Meschi
Mychajlo Mamukovyč Meschi (in ucraino Михайло Мамукович Месхі?; Donec'k, 26 febbraio 1997) è un calciatore ucraino, centrocampista del Kecskemét.

## Carriera
Ha giocato nella prima divisione dei campionati ucraino e ungherese.